# Silvio Grassetti
Silvio Grassetti (Montecchio, 24 de febrero de 1936 - Fano, 9 de septiembre de 2018) fue un piloto italiano de motociclismo, que participó en el Campeonato del Mundo de Motociclismo desde 1959 hasta 1974.

## Biografía
Hijo de un dependiente de Benelli que había abierto un taller, inició su carrera en el mundo de motociclismo deportivo con una motocicleta propia de la marca en 1956. Después de dos años como corredor privado, se convirtió en piloto oficial de la casa de pesarese para competir en el Campeonato Italiano de Motociclismo. En 1961 consigue el segundo puesto por detrás de Tarquinio Provini. En 1959, mientras tanto, ya había hecho su debut en el Campeonato mundial.
Obtuvo puntos por primera vez en la temporada de 1961, compitió durante otros 14 años en diferentes categorías y condujo motocicletas de diferentes marcas, desde la Bianchi en Moto Morini (donde tenía un compañero de equipo Giacomo Agostini) hasta Yamaha y Jawa. Con este último alcanzó el mejor resultado en su carrera, consiguiendo el subcampeonato de la general de 350cc de 1969 detrás de Agostini.
Su carrera continuó hasta 1974 alternando en MZ, hasta que, en el circuito Spa-Francorchamps sufrió un grave accidente que afectó a su continuidad en el deporte. Además de las 3 victorias en su palmarés, hay que añadirle las 3 victorias del Campeonato italiano de velocidad entre 1963 y 1970.
Grassetti también estuvo involucrado en una experiencia extraña que todavía se informa hoy, la de quedarse sin gasolina justo antes del final mientras lideraba un Gran Premio. El episodio ocurrió en el Gran Premio de Alemania de 1963 en el que, a pesar de incurrir en esa desgracia, logró en cualquier caso clasificarse en cuarto lugar.

## Resultados en el Campeonato del Mundo
Sistema de puntuación desde 1950 hasta 1968:
| Posición | 1.º | 2.º | 3.º | 4.º | 5.º | 6.º |
| Puntos   | 8   | 6   | 4   | 3   | 2   | 1   |

Sistema de puntuación desde 1969 hasta 1987:
| Posición | 1.º | 2.º | 3.º | 4.º | 5.º | 6.º | 7.º | 8.º | 9.º | 10.º |
| Puntos   | 15  | 12  | 10  | 8   | 6   | 5   | 4   | 3   | 2   | 1    |

### Carreras por año
(Carreras en Negrita indica pole position, Carreras en cursiva indica vuelta rápida)
| Año  | Clase | Moto        | 1       | 2       | 3       | 4       | 5       | 6       | 7       | 8       | 9       | 10      | 11      | 12      | 13      | Pts. | Pos. |
| ---- | ----- | ----------- | ------- | ------- | ------- | ------- | ------- | ------- | ------- | ------- | ------- | ------- | ------- | ------- | ------- | ---- | ---- |
| 1959 | 250cc | Benelli     |         | IOM -   | GER 8   | NED -   | BEL -   | SWE Ret | ULS -   | NAT Ret |         |         |         |         |         | 0    | -    |
| 1960 | 250cc | Benelli     |         | IOM -   | NED -   | BEL Ret | GER -   | ULS -   | NAT Ret |         |         |         |         |         |         | 0    | -    |
| 1961 | 250cc | Benelli     | ESP 3   | GER 7   | FRA 5   | IOM -   | NED 4   | BEL Ret | RDA -   | ULS -   | NAT 6   | SWE -   | ARG -   |         |         | 10   | 6.º  |
| 1961 | 350cc | Benelli     |         | GER Ret |         | IOM -   | NED Ret |         | RDA -   | ULS -   | NAT 5   | SWE -   |         |         |         | 2    | 15.º |
| 1962 | 250cc | Benelli     | ESP 7   | FRA -   | IOM -   | NED -   | BEL -   | GER -   | ULS -   | RDA -   | NAT -   |         | ARG -   |         |         | 0    | -    |
| 1962 | 350cc | Benelli     |         |         | IOM -   | NED 3   |         |         | ULS -   | RDA -   | NAT 3   | FIN -   |         |         |         | 8    | 5.º  |
| 1962 | 500cc | Bianchi     |         |         | IOM -   | NED Ret | BEL -   |         | ULS -   | RDA -   | NAT 3   | FIN -   | ARG -   |         |         | 4    | 16.º |
| 1963 | 250cc | Benelli     | ESP -   | GER 4   | IOM -   | NED -   | BEL Ret | ULS -   | RDA -   | NAT Ret | FIN -   | ARG -   |         |         |         | 3    | 14.º |
| 1964 | 250cc | Bianchi     | USA -   | ESP -   | FRA -   | IOM -   | NED -   | BEL -   | GER DNQ | RDA -   | ULS -   |         | NAT -   | JPN -   |         | 0    | -    |
| 1964 | 500cc | Norton      | USA -   |         |         | IOM -   | NED -   | BEL -   | GER DNQ | RDA -   | ULS -   | FIN -   | NAT Ret |         |         | 0    | -    |
| 1965 | 250cc | Moto Morini | USA 3   | GER -   | ESP -   | FRA -   | IOM -   | NED -   | BEL -   | RDA -   | CZE -   | ULS -   | FIN -   | NAT -   | JPN -   | 4    | 16.º |
| 1965 | 350cc | Bianchi     |         | GER -   |         |         | IOM -   | NED Ret |         | RDA -   | CZE -   | ULS -   | FIN -   | NAT 2   | JPN -   | 6    | 11.º |
| 1966 | 350cc | Bianchi     |         | GER 4   | FRA -   | NED -   |         | RDA -   | CZE -   | FIN -   | ULS -   | IOM -   | NAT 4   | JPN -   |         | 6    | 14.º |
| 1967 | 350cc | Benelli     |         | GER -   |         | IOM -   | NED -   |         | RDA -   | CZE -   |         | ULS -   | NAT 2   |         | JPN -   | 6    | 9.º  |
| 1968 | 350cc | Benelli     | GER -   | ESP -   | IOM -   | NED -   |         | RDA -   | CZE -   |         | ULS -   | NAT 3   |         |         |         | 4    | 12.º |
| 1968 | 500cc | Bianchi     | GER -   | ESP -   | IOM -   | NED Ret | BEL -   | RDA -   | CZE -   | FIN -   | ULS -   | NAT -   |         |         |         | 0    | -    |
| 1969 | 250cc | Yamaha      | ESP -   | GER -   | FRA -   | IOM -   | NED 5   | BEL -   | RDA Ret | CZE 5   | FIN -   | ULS -   | NAT -   | YUG 5   |         | 18   | 12.º |
| 1969 | 350cc | Jawa        | ESP -   | GER -   |         | IOM -   | NED 3   |         | RDA Ret | CZE 3   | FIN -   | ULS -   | NAT 2   | YUG 1   |         | 47   | 2.º  |
| 1970 | 250cc | MZ          | GER -   | FRA -   | YUG Ret | IOM -   | NED 9   | BEL -   | RDA 2   | CZE -   | FIN Ret | ULS -   | NAT Ret | ESP 3   |         | 24   | 11.º |
| 1970 | 350cc | Jawa        | GER -   | FRA -   | YUG 3   | IOM -   | NED Ret |         | RDA Ret | CZE Ret | FIN -   | ULS -   | NAT 5   | ESP Ret |         | 16   | 12.º |
| 1971 | 250cc | MZ-RE       | AUT 1   | GER Ret | IOM -   | NED Ret | BEL 1   | RDA 8   | CZE -   | SWE Ret | FIN 19  | ULS -   | NAT 3   | ESP -   |         | 43   | 7.º  |
| 1971 | 350cc | MZ          | AUT Ret | GER -   | IOM -   | NED Ret |         | RDA -   | CZE Ret | SWE Ret | FIN Ret | ULS Ret | NAT 2   | ESP -   |         | 12   | 20.º |
| 1972 | 125cc | Morbidelli  | GER -   | FRA -   | AUT -   | NAT -   | IOM -   | YUG -   | NED -   | BEL -   | RDA -   | CZE -   | SWE -   | FIN -   | ESP Ret | 0    | -    |
| 1972 | 250cc | MZ          | GER -   | FRA -   | AUT Ret | NAT 5   | IOM -   | YUG -   | NED 7   | BEL 15  | RDA -   | CZE 5   | SWE 9   | FIN 2   | ESP -   | 30   | 9.º  |
| 1972 | 350cc | MZ          | GER -   | FRA -   | AUT 9   | NAT -   | IOM -   | YUG -   | NED -   |         | RDA 4   | CZE 8   | SWE -   | FIN 11  | ESP -   | 13   | 13.º |
| 1973 | 250cc | MZ          | FRA Ret | AUT -   | GER 6   |         | IOM -   | YUG 2   | NED 7   | BEL Ret | CZE -   | SWE Ret | FIN Ret | ESP -   |         | 21   | 10.º |
| 1973 | 350cc | MZ          | FRA 18  | AUT -   | GER Ret | NAT Ret | IOM -   | YUG 9   | NED -   |         | CZE Ret | SWE Ret | FIN Ret | ESP -   |         | 2    | 39.º |
| 1974 | 250cc | Yamaha      |         | GER -   |         | NAT Ret | IOM -   | NED Ret | BEL -   | SWE -   | FIN -   | CZE -   |         |         |         | 0    | -    |